# Heinz Götzke
Heinz Götzke war ein deutscher Boxer.

## Werdegang
1944 wurde Götzke deutscher Amateurmeister im Fliegengewicht. Wie sein Bruder Otto war er Mitglied des SV Polizei Hamburg.
Als Berufsboxer bestritt er zwischen März 1946 und November 1949 insgesamt 34 Kämpfe. Ende Juli 1946 trat er im Bremer Weserstadion gegen Hans Schiffers an, der Kampf um die deutsche Meisterschaft im Fliegengewicht endete mit einem Unentschieden. Im Bantamgewicht kämpfte Götzke im November 1946 um die deutsche Meisterschaft, das Duell mit Walter Limbach endete in einem Unentschieden. Götzke wurde in derselben Gewichtsklasse Ende März 1947 durch einen Sieg über Hubert Offermanns deutscher Meister der Berufsboxer.